# ジョン・ハーシェル

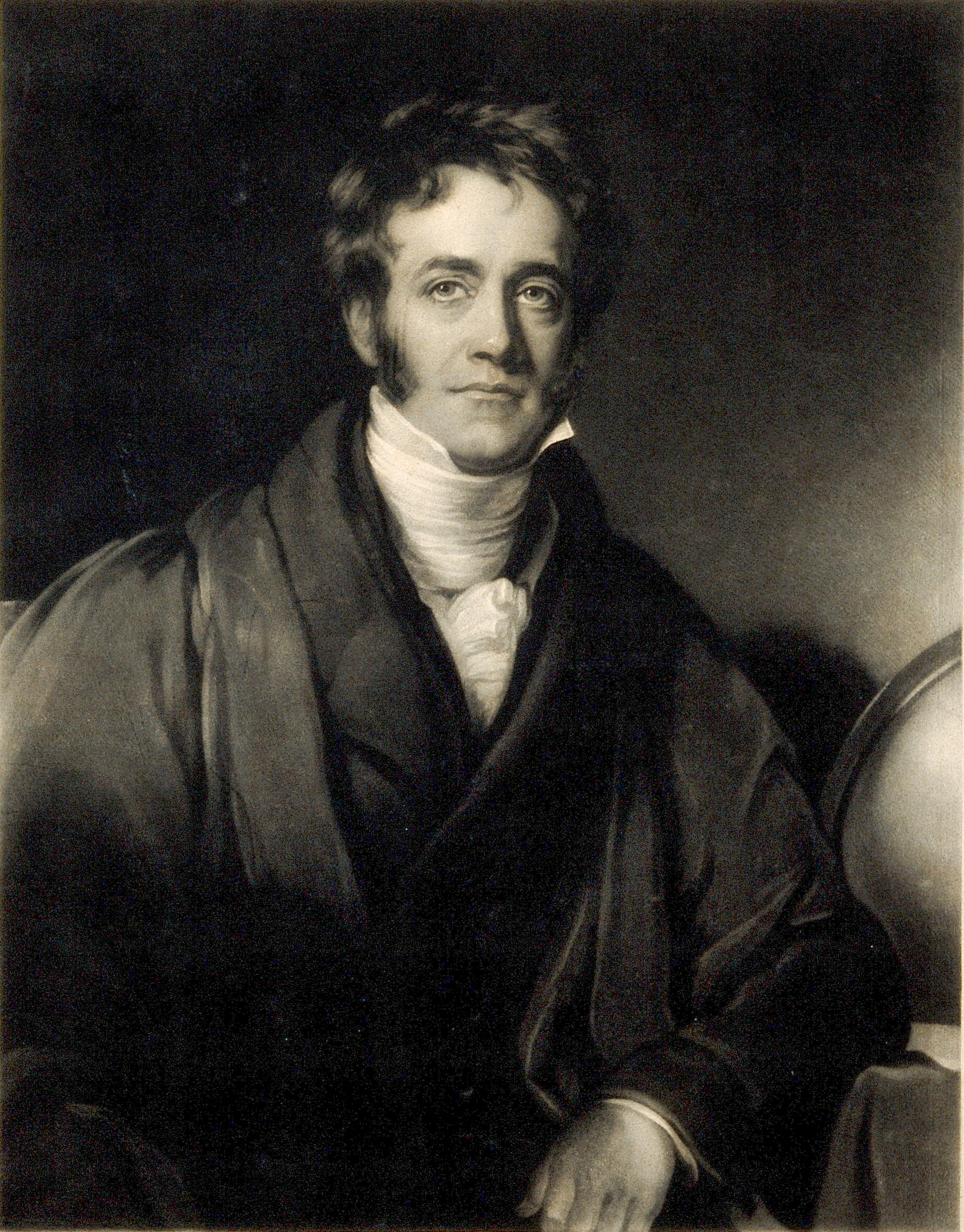
ジョン・ハーシェルの肖像, 1835

サー・ジョン・フレデリック・ウィリアム・ハーシェル準男爵（英: Sir John Frederick William Herschel, 1st Baronet、1792年3月7日 - 1871年5月11日）は、イギリスの天文学者・数学者。ロイヤル・ゲルフ勲章ナイト勲爵士（KH）、王立協会フェロー（FRS）。
天王星を発見した天文学者のウィリアム・ハーシェルの息子として、ウィンザー郊外のスラウで生まれる。イートン・カレッジを経てケンブリッジ大学セント・ジョンズ・カレッジに入学し、1813年に卒業。1834年から1838年に帰国するまでの4年間、ケープ植民地（後の南アフリカ共和国）のケープタウンで、北半球からは観測できない南天の天体を観察、記録を残した。

## 業績

### 天文学
恒星の明るさを比較し、等級が0.41上がるごとにその明るさが二乗に反比例して暗くなること、さらに、1等星は6等星の約100倍の明るさであることを発見した。
1849年の著書『天文学概論』（"Outlines of Astronomy"）で、日数や時間の計算にユリウス通日を利用する方法を考案。これが広まり、世界中の天文学者が日数計算にユリウス通日を用いるようになった。また同書において1836年頃にベテルギウスの変光を発見したことを発表した。
土星の衛星（ミマス、エンケラドゥス、テティス、ディオネ、レア、タイタン、イアペトゥス）、天王星の衛星（アリエル、ウンブリエル、ティタニア、オベロン）の名付け親としても知られる。
著作に『自然哲学研究に関する予備的考察』、『1834-38年のあいだに喜望峰でなされた天文学的観測の結果』、『天文学概要』などがある。

### 写真術
「写真」（Photography）、ネガ、ポジという名称を提案し、定着にチオ硫酸ナトリウムを用いることを提案した。そして、1842年に青写真(cyanotype)、金コロイドを用いたクリソタイプ（Chrysotype）を発明した。

## 家族
ジョン・ハーシェルは妻マーガレット・ブロディ・ステュワート（Margaret Brodie Stewart, 1810年 – 1884年）との間に3人の息子と9人の娘をもうけた。
長男のウィリアム（William james Herschel, 1833年 - 1917年）は、指紋による個人識別の研究で有名。次男のアレグザンダー（Alexander Stewart Herschel, 1836年 - 1907年）は天文学者となり、彗星と流星の関係について研究を行った。

## 受賞
- 1821年 : コプリ・メダル[3]
  - 1847年にも受賞[3]
- 1823年 : ベーカリアン・メダル
- 1825年 : ラランド賞[1]
- 1826年 : ゴールドメダル[4]
  - 1836年にも受賞
- 1833年ロイヤル・メダル[3]
  - 1836年・1840年にも受賞[3]

## 栄典
- 1813年 : 王立協会フェロー[3]
- 1831年 : ロイヤル・ゲルフ勲章ナイト[5]
- 1847年 : 準男爵[6]